# 索米斯 (加利福尼亞州)
索米斯（英語：Somis）是位於美國加利福尼亞州文圖拉縣的一個非建制地區。該地的面積和人口皆未知。

## 地理
索米斯的座標為34°15′26″N 118°59′43″W / 34.25722°N 118.99528°W，而該地的平均海拔高度為98米（即322英尺）。